# Mq M968 MosqueFAL
O M968, cuja nomenclatura oficial é Mosquetão 7,62mm Modelo 968, indicativo militar MQ 7,62 M968, é um fuzil de ação por ferrolho utilizado pelo Exército Brasileiro em seus Tiros de Guerra, derivando dos demais mosquetões utilizados antes da adoção do fuzil FN FAL e do calibre 7,62mm NATO.

## História
O MQ M968 originou-se do Mosquetão .30 M949 (calibre .30-06 ou 7,62x63). Em 1967, após dois lotes do FAL, que substituía os mosquetões M949 e M954, serem completados, em números que alcançavam os 30.000 exemplares, a Indústria de Material Bélico do Brasil, em sua fábrica de Itajubá, a fim de reduzir custos e poder padronizar mais rapidamente o calibre utilizado pelo Exército Brasileiro, resolveu modificar cerca de 10.000 mosquetões para o calibre 7,62x51, originando assim o M968.
Em 1964, o Exército Brasileiro resolve adotar o fuzil semi e automático belga, o F.N. denominado F.A.L. (Fuzil Automatique Legère), ou fuzil automático leve, utilizando o cartucho padrão da OTAN, o 7,62mmX51, cartucho baseado no .308 Winchester. Paulatinamente, esse fuzil começou a substituir os mosquetões Itajubá M949 e M954, ainda em calibre .30-06. Em 1967, a fim de reduzir custos e poder padronizar mais rapidamente o calibre utilizado pelo Exército Brasileiro, a Fábrica de Itajubá resolve modificar cerca de 10.000 mosquetões para que pudessem usar o novo cartucho, aproveitando também para aliviar o peso da arma. Assim nascia o M968, apelidado pelo exótico nome de “Mosquefal”.

## Descrição
O cano foi substituído por uma versão idêntica à do FAL e a câmara, adaptada para o novo calibre. O conjunto era um pouco mais leve, tinha o cano mais curto e a alavanca de manejo, recurvada. O MQ M968 possui características semelhantes às do Fuzil 7,62 M964 (FAL).
Não houve necessidade de modificação no ferrolho, caixa e culatra e mecanismo de disparo, uma vez que o culote da munição 7,62x51mm NATO tem exatamente o mesmo diâmetro da munição .30-06 (7,62x63mm). Foi retirada a alça de mira original e a abertura da alça na telha de madeira. Foi desenvolvida uma alça de mira tipo "Peep-Sight", semelhante à do fuzil M1917 Enfield ou mais semelhante do fuzil alemão G3. Foi acrescentada uma massa de mira mais alta e um quebra-chamas, do mesmo modelo do FAL, possibilitando o uso de granadas de bocal.

## Munição
São utilizados vários tipos de munição no MauserFAL Mq968. Elas são:
- 762M1 (real)
- 762M1 ft (Festim)
- 762TR (Traçante)
- 762PR (Blindados)
- 762E (Explosiva)
- LçBcAP e LçBcAC (Granadas).

O uso de munição especial para tiro de precisão, com projétil Match e mais pesado (175 ou 180 gramas), aumenta a precisão do disparo em distâncias maiores.